# Urana paradoxa
Urana paradoxa är en insektsart som beskrevs av Melichar 1902. Urana paradoxa ingår i släktet Urana och familjen Flatidae. Inga underarter finns listade i Catalogue of Life.